# ألان ماكمانوس
ألان ماكمانوس (بالإنجليزية: Allan McManus)‏ (17 نوفمبر 1974 في المملكة المتحدة - ) هو لاعب كرة قدم بريطاني في مركزي الدفاع وقلب الدفاع. لعب مع سانت جونستون ونادي دمبرتون وهارت أوف ميدلوثيان ونادي أردريونيانز ونادي ألوا أثليتيك وأردريونيانز ونادي اربوراث ونادي آير يونايتد ونادي غرينوك مورتون ونادي ليفينغستون لكرة القدم.

## وصلات خارجية
- ألان ماكمانوس على موقع قاعدة بيانات كرة القدم.إي يو (الإنجليزية)
- ألان ماكمانوس على موقع Soccerbase.com (لاعب) (الإنجليزية)